# Polyptychus timesicus
Polyptychus timesicus är en fjärilsart som beskrevs av Butler 1877. Polyptychus timesicus ingår i släktet Polyptychus och familjen svärmare. Inga underarter finns listade i Catalogue of Life.